# Lykosjino

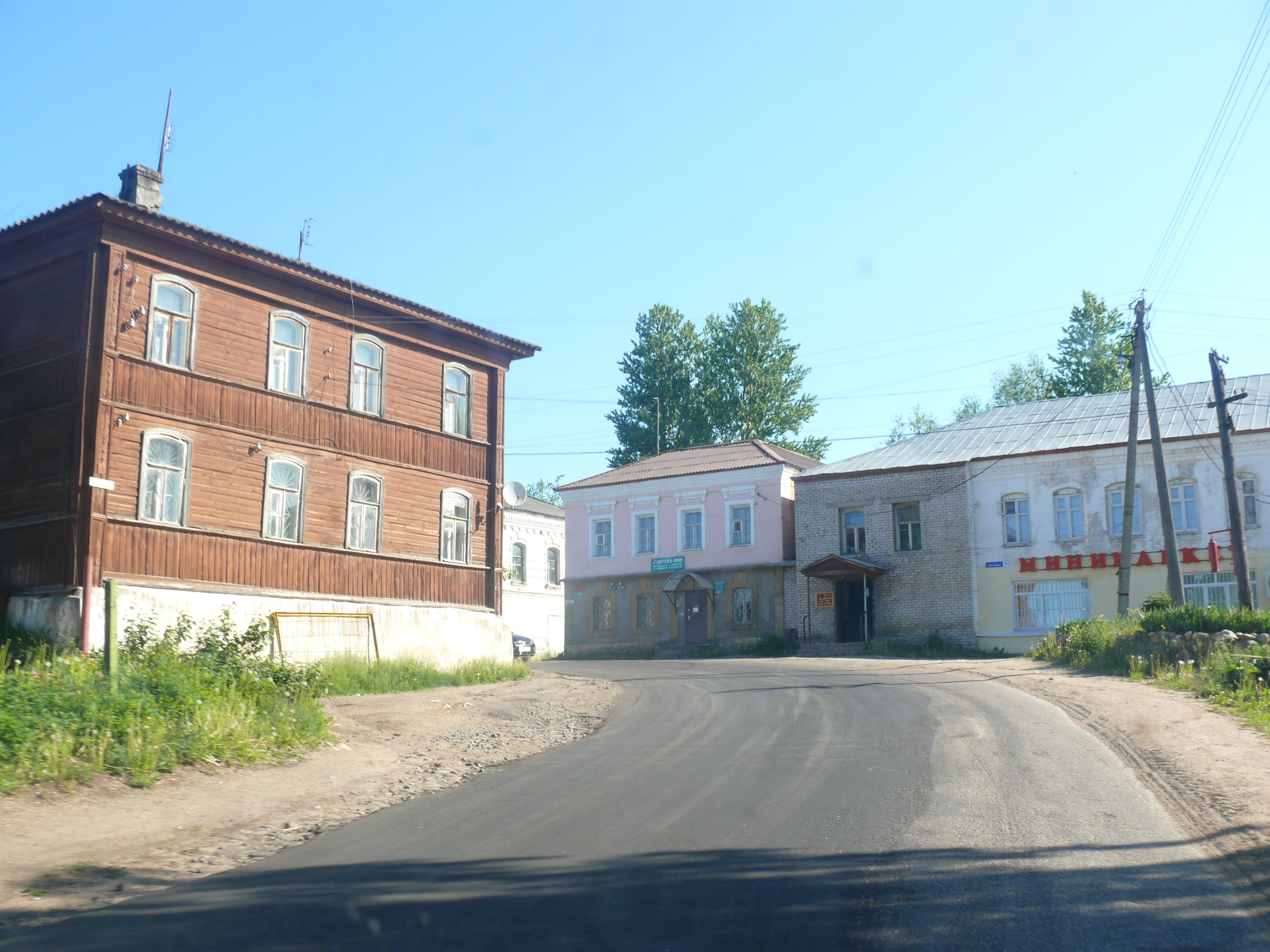
Gata i Lykosjino.

Lykosjino (ryska:Лыко́шино) är en by i Tver oblast i Ryssland. Den ligger vid floden Valdajka, nordväst om staden Bologoje. Folkmängden uppgick till 580 invånare 2008 och byn är centralort i Baldajskoje Selskoje Poselenije, en administrativ enhet av landsbygdskaraktär. I Lykosjino finns en station på Sankt Petersburg-Moskva-banan.